# Eleocharis occidentalis
Eleocharis occidentalis är en halvgräsart som beskrevs av Mereles. Eleocharis occidentalis ingår i släktet småsäv, och familjen halvgräs. Inga underarter finns listade i Catalogue of Life.